# سیاهرگ زیرترقوه‌ای
سیاهرگ زیرتَرقُوه‌ای، سیاهرگ زیرچَنبری یا ورید ساب‌کلاوین (انگلیسی: Subclavian vein) یک جفت سیاهرگ بسیار مهم در دو طرف قفسه سینه است. این سیاهرگ ادامه سیاهرگ زیربغلی بوده و خون اندام فوقانی را جمع‌آوری می‌کند. قطر تقریبی این سیاهرگ در هر انسان به اندازه انگشت کوچک دست است.
سیاهرگ‌های زیر ترقوه‌ای در هردو طرف با سیاهرگ گردنی (ژوگولار) درونی متصل شده و سیاهرگ بازویی‌سری را در هر سمت تشکیل می‌دهند. سیاهرگ‌اهای بازویی‌سری (وریدهای براکیوسفالیک) با هم جمع شده و ورید اجوف فوقانی را تشکیل می‌دهند که به دهلیز راست تخلیه می‌شود.
جفت سیاهرگ زیرترقوه‌ای که در دو طرف بدن قرار دارد، وظیفه تخلیه خون از اندام‌های بالایی و بازگرداندن این خون به قلب را بر عهده دارد. سیاهرگ زیرترقوه‌ای چپ با اجازه دادن به ورود محصولاتی که توسط لنف در مجرای سینه‌ای حمل شده‌اند به جریان خون، نقش کلیدی در جذب لیپیدها دارد. قطر سیاهرگ‌های زیرترقوه‌ای تقریباً ۱–۲ سانتی‌متر است که بسته به فرد متفاوت است.

## ساختار
هر سیاهرگ زیرترقوه‌ای ادامه سیاهرگ زیربغلی است و از لبه خارجی اولین دنده تا لبه داخلی ماهیچه‌های نردبانی قدامی امتداد دارد. در اینجا به سیاهرگ گردنی درونی می‌پیوندد تا سیاهرگ بازویی‌سری (همچنین به عنوان «سیاهرگ بی‌نام» شناخته می‌شود) را تشکیل دهد. زاویه اتصال، زاویه وریدی نامیده می‌شود.
سیاهرگ زیرترقوه‌ای، سرخرگ زیرترقوه‌ای را دنبال می‌کند و با ورود به ماهیچه‌های نردبانی قدامی از سرخرگ زیرترقوه‌ای جدا می‌شود؛ بنابراین، سیاهرگ زیرترقوه‌ای در قدام نردبانی قدامی قرار دارد در حالی که سرخرگ زیرترقوه‌ای در خلف نردبانی قدامی (و قدامی به نردبانی میانی) قرار دارد.

## کارکرد
مجرای سینه‌ای به سیاهرگ زیرترقوه‌ای چپ، نزدیک محل اتصال آن با سیاهرگ گردنی درونی چپ تخلیه می‌شود. این مجرا لنف (آب و املاح) را از دستگاه لنفاوی و همچنین چیلومیکرون‌ها یا شیلوس را که در روده‌ها از چربی‌های رژیم غذایی و لیپیدها تشکیل شده‌اند، حمل می‌کند و به آن‌ها اجازه می‌دهد وارد جریان خون شوند. سپس محصولات چربی‌ها و لیپیدها می‌توانند توسط جریان خون به سیاهرگ باب کبدی و در نهایت به کبد منتقل شوند. در نتیجه، سیاهرگ زیرترقوه‌ای چپ نقش کلیدی در جذب این چربی‌ها و لیپیدها ایفا می‌کند.
مجرای لنفاوی راست، لنف خود را در پیوندگاه سیاهرگ گردنی درونی راست و سیاهرگ زیرترقوه‌ای راست تخلیه می‌کند.

## اهمیت بالینی

### خطوط سیاهرگی مرکزی
از آنجایی که سیاهرگ زیرترقوه‌ای بزرگ، مرکزی و نسبتاً سطحی است، اغلب از سیاهرگ زیرترقوه‌ای راست برای قرار دادن کاتترهای سیاهرگ مرکزی استفاده می‌شود. به دلیل خطر پنوموتوراکس، هموتوراکس و سوراخ شدن سرخرگ زیرترقوه‌ای همراه، کمتر از سایر رویکردها مانند سیاهرگ گردنی درونی راست استفاده می‌شود.

### سندرم خروجی قفسه سینه
سیاهرگ زیرترقوه‌ای ممکن است در طول سندرم خروجی قفسه سینه مسدود شود. این می‌تواند منجر به تورم بازو، درد و کبودی شود. علت سندرم خروجی قفسه سینه، چه لخته خون باشد و چه فشار خارجی، باید فوراً برطرف شود.

### اختلالات
بیماری پاژه-شروتر شامل ترومبوز سیاهرگ‌های زیرترقوه‌ای است که در این مورد معمولاً در اثر فشارهای ناشی از ورزش ایجاد می‌شود.

## نگارخانه

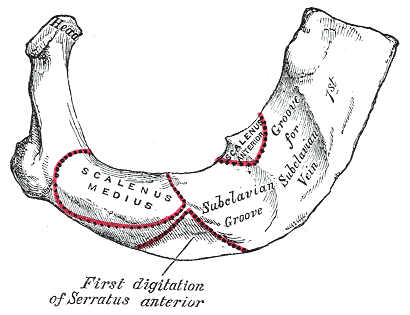
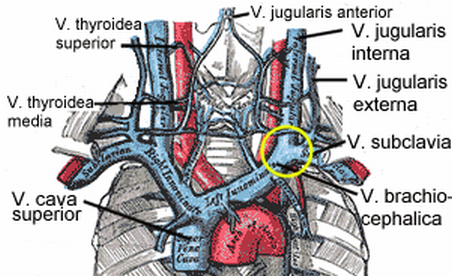
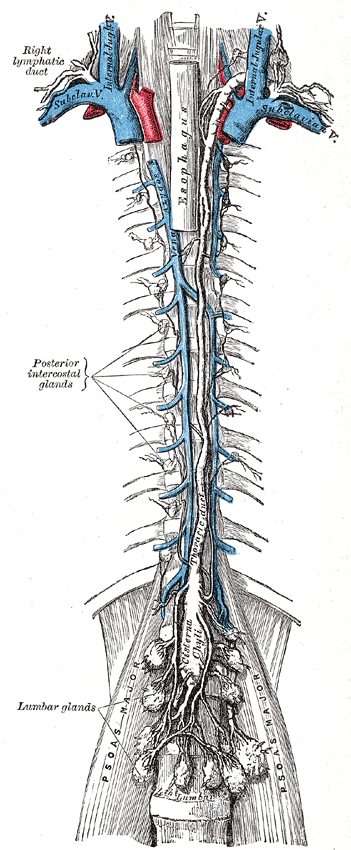
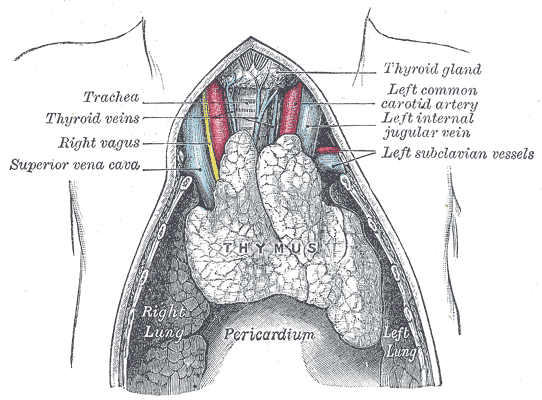
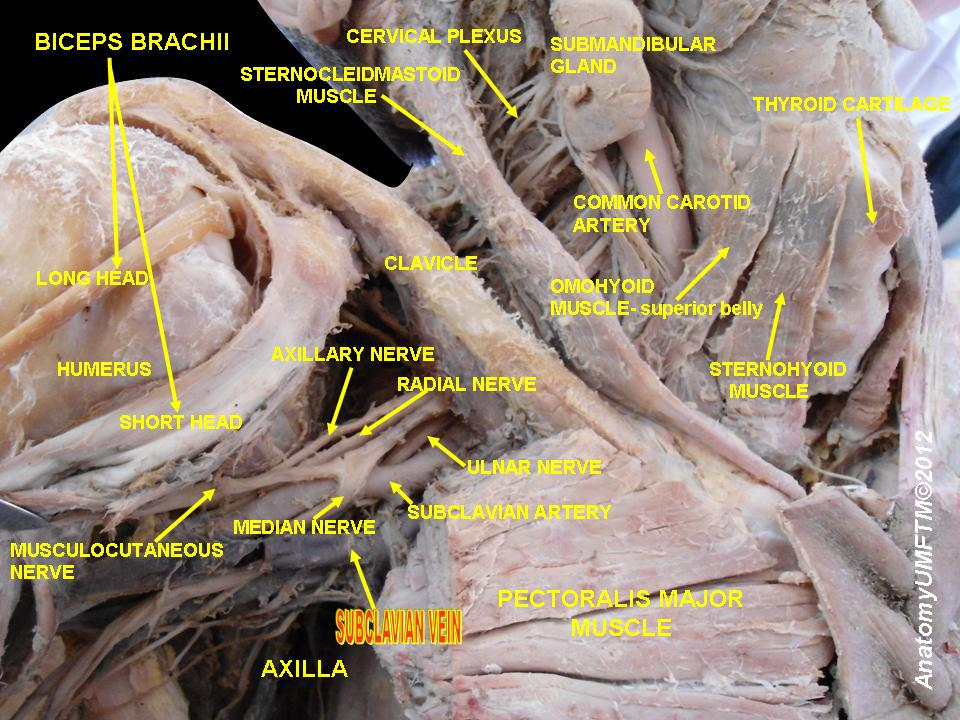
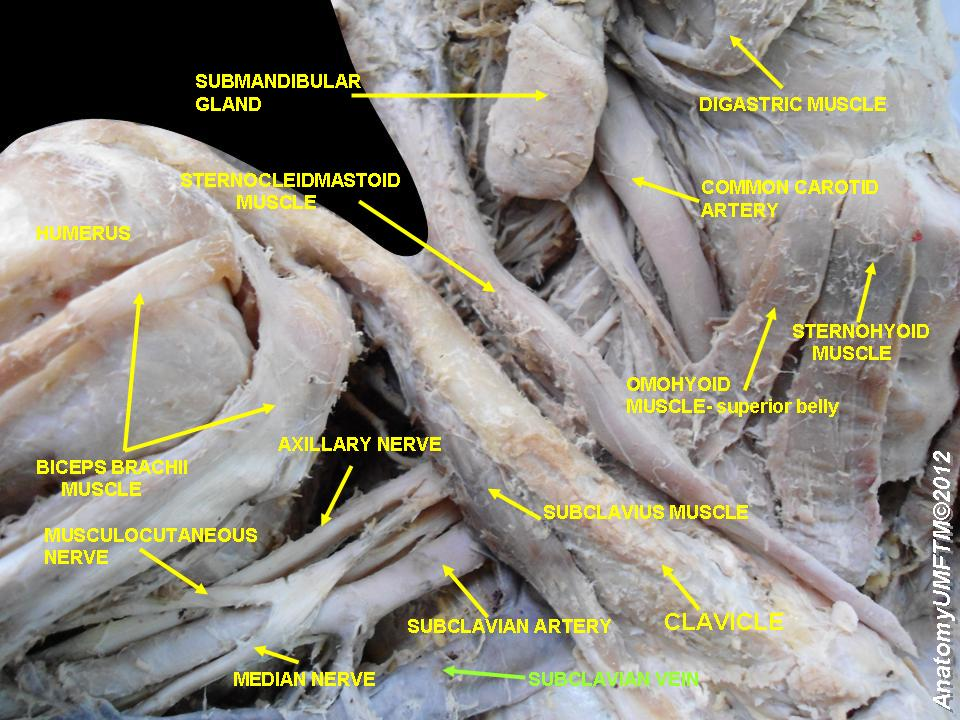
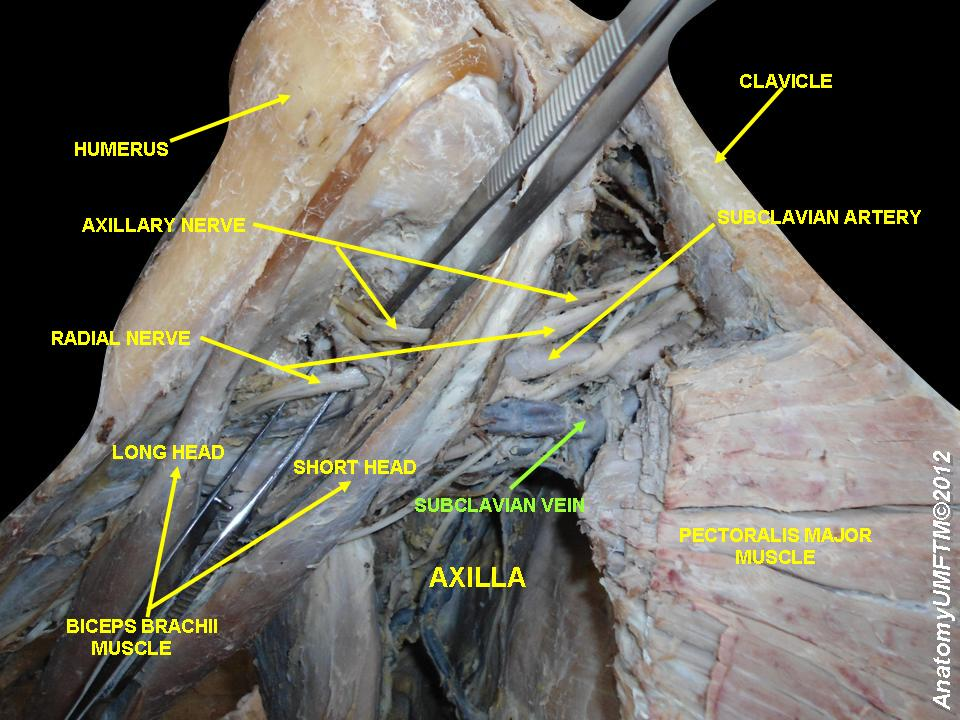
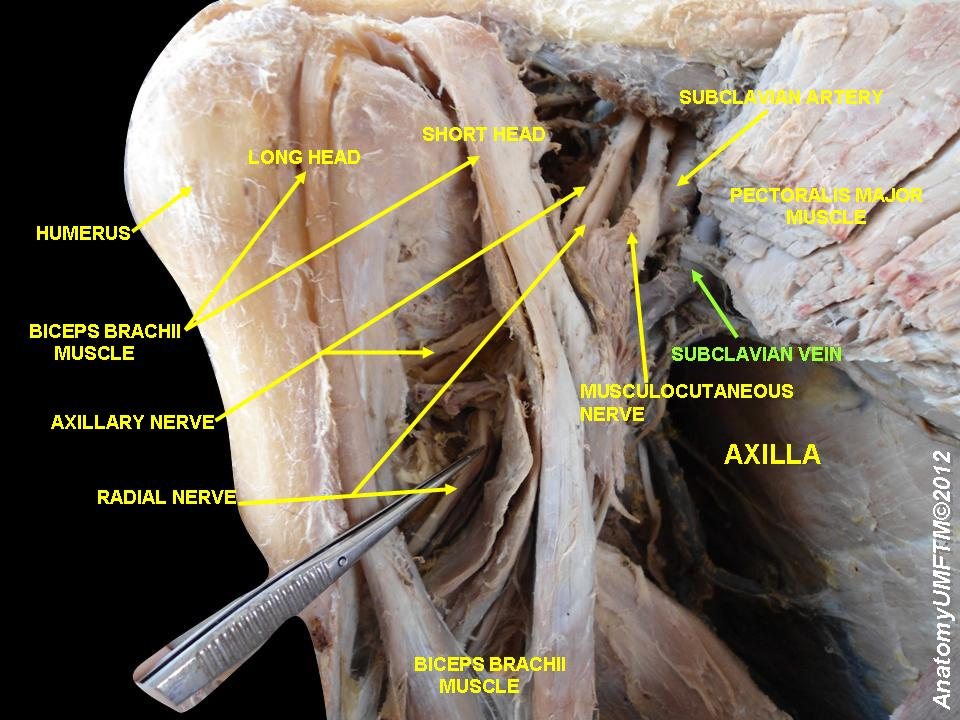